# Gademann
Gademann ist ein Familienname des deutschen Sprachraumes.

## Herkunft
Der Name stammt aus dem Mittelhochdeutschen (gademman) und bedeutet Krämer.

## Namensträger
- Carl Friedrich Gademann (1846–1910), deutscher Unternehmer in Schweinfurt
- Elsa Gademann (1879–nach 1934), deutsche Theaterschauspielerin
- Johann Georg Gademann (1754–1813), deutscher Farbenfabrikant
- Otto Gademann (1892–1971), deutscher Rechtsanwalt